# James Freeman Gilbert
James Freeman Gilbert (Vincennes (Indiana), 9 de agosto de 1931) é um geofísico estadunidense.